# Hélène-Frédérique de Faye-Jozin
Hélène-Frédérique de Faye-Jozin   (Saint-Brieuc, 22 de febrer de 1871 - 30 de gener de 1942) fou una compositora, pianista i poeta francesa. El seu nom s'abrevia sovint com a Fréd. de Faye-Jozin.

## Biografia
Hélène Frédérique Jozin va néixer a Saint Brieuc. Es va traslladar a estudiar a París, al Conservatori. A la capital francesa es va casar l'any 1891 amb el metge odontòleg d'origen escocès Clement de Faye (1867-*). En aquella època treballava com a professora de piano, solfeig i harmonia. L'any 1904 va entrar a formar part de la Societat de Compositors de Música de França.
Va escriure les lletres d'algunes de les seves cançons.
Va morir a Côtes-d'Armor.

## Obres
Les obres seleccionades inclouen:
- 1906 Cantilène, Opus 30, duo
- 1922 Suite Sylvestre, suite
- 1925 Mirage, duo
- 1931 Solo de Concert, concert per violoncel
- 1934 Contre une vielle, canon
- 1936 Cyprès, Fontaines et Lauriers, duo[8][9]